# Hahnenhorst (Waldgebiet)
Der Hahnenhorst ist ein Waldgebiet in den niedersächsischen Gemeinden Anderlingen im Landkreis Rotenburg (Wümme) und Brest im Landkreis Stade. Der größte Teil des Waldgebietes ist als FFH-Gebiet ausgewiesen, das teilweise als Naturschutz- und teilweise als Landschaftsschutzgebiet national gesichert ist.

## Beschreibung
Das Waldgebiet liegt südwestlich von Harsefeld in der Zevener Geest. Es wird von naturnahen Stieleichen-, Eichen-Hainbuchen- und Erlen-Eschenwälder auf einem historisch alten Waldstandort geprägt. Die Wälder mit hohem Alt- und Totholzanteil stocken auf überwiegend feuchten bis nassen Standorten. Auf Torfböden stocken Moor- und Bruchwälder, in Quellbereichen und entlang von Bächen sind Auwälder ausgebildet. Teile der Wälder werden ihrer natürlichen Entwicklung überlassen.
Dominierende Baumarten des Hahnenhorstes sind je nach Lebensraumtyp Stieleiche, Hainbuche, Esche, Schwarzerle und Gewöhnliche Traubenkirsche. Dazu gesellen sich u. a. Feldahorn, Flatterulme, Rotbuche und Vogelkirsche. In der Krautschicht des unter Naturschutz stehenden, südlichen Teils des Hahnenhorstes wurden die gefährdeten Pflanzenarten Walzensegge, Bachnelkenwurz, Vierblättrige Einbeere, Waldsanikel und Kleiner Baldrian nachgewiesen.
Das Waldgebiet ist zu einem großen Teil von landwirtschaftlichen Nutzflächen umgeben. Nach Nordosten geht der Hahnenhorst direkt in den Wohlde über. Der Wald wird von einer Straße gequert. Diese begrenzt den südlichen Teil des Hahnenhorstes nach Westen. Der Hahnenhorst ist an der Grenze der Landkreise Rotenburg (Wümme) und Stade von einer relativ schmalen landwirtschaftlichen Nutzfläche unterbrochen.

## Schutzstatus
Ein rund 65 Hektar großer Teil des Waldgebietes ist als FFH-Gebiet „Hahnenhorst“ ausgewiesen. Das FFH-Gebiet besteht aus zwei Teilflächen. Der im Landkreis Rotenburg (Wümme) liegende Teil des FFH-Gebietes ist als Naturschutzgebiet „Hahnenhorst“ ausgewiesen. Das Naturschutzgebiet mit dem Kennzeichen NSG LÜ 339 ist circa 16 Hektar groß. Es wurde zum 1. Januar 2019 ausgewiesen. Zuständige untere Naturschutzbehörde ist der Landkreis Rotenburg (Wümme). Der im Landkreis Stade liegende Teil des FFH-Gebietes überlagert sich mit dem Landschaftsschutzgebiet „Hahnenhorst“. Das Landschaftsschutzgebiet mit dem Kennzeichen LSG STD 027 ist circa 69 Hektar groß und geht über das FFH-Gebiet hinaus. Es wurde zum 15. Februar 2019 ausgewiesen. Zuständige untere Naturschutzbehörde ist der Landkreis Stade. Natur- und Landschaftsschutzgebiet grenzen direkt aneinander.